# Девід Волш
Девід Волш (англ. David Walsh; 11 серпня 1945 — 4 червня 1998) — канадський бізнесмен, який займався нафтогазовою та гірничодобувною промисловістю.

## Біографія
Волш був засновником і генеральним директором канадської гірничодобувної компанії Bre-X, яка брала участь в одному з найбільших фондових ринкових скандалів в історії Канади. Незважаючи на те, що Волш не звертав уваги на попереджувальні знаки до спалаху скандалу, він викликав слідчих RCMP, коли було виявлено шахрайство, і допомагав поліції у її кримінальному розслідуванні. До шахрайства з Bre-X Волш керував кількома успішними нафтогазовими компаніями з нерухомістю по всій території Сполучених Штатів і Канади, а також був біржовим брокером, керівником трастової компанії та менеджером портфеля. Він помер від очевидної аневризми в 1998 році; знайдений у своєму будинку на Багамах.

## У масовій культурі
- Скандал Bre-X покладений у основу сюжету фільму «Золото» 2016 року, в якому Меттью Мак-Конагей грає Кенні Веллса, прототипом якого є Волш.